# Novo Hamburgo
Novo Hamburgo is een gemeente in het zuiden van Brazilië, in de staat Rio Grande do Sul. Het inwonertal bedroeg in 2017 bijna 250.000. De stad werd opgericht door Duitse immigranten en vernoemd naar de stad Hamburg. De bevolking in de stad is nog steeds grotendeels van Duitse afkomst.

## Geschiedenis
Het gebied waar de stad nu ligt werd eerst bevolkt door Portugese migranten, maar het dorpje groeide pas met de komst van de Duitsers in 1824. In deze tijd was het gebied nog onderdeel van São Leopoldo. Op 5 april 1927 werd het een zelfstandige stad.

## Aangrenzende gemeenten
De gemeente grenst aan Campo Bom, Dois Irmãos, Estância Velha, Gravataí, Ivoti, São Leopoldo, Sapiranga, Sapucaia do Sul en Taquara.

## Geboren in Novo Hamburgo
- Maicon Douglas Sisenando, "Maicon" (1981), voetballer
- Muriel Gustavo Becker (1987), voetballer
- Alisson Becker (1992), voetballer (doelman)